# La grande Gilly Hopkins
La grande Gilly Hopkins (The Great Gilly Hopkins) è un film del 2015 diretto da Stephen Herek e tratto dall'omonimo libro per ragazzi di Katherine Paterson del 1978.

## Trama
Gilly Hopkins è una ragazza molto scontrosa. Ha una madre che non ha mai conosciuto ed è sempre passata da una famiglia adottiva ad un'altra. Il signor Ellis, un assistente sociale, la affida ora a Maime Trotter, una donna attempata che vorrebbe essere la madre di cui Gilly ha bisogno. Trotter ha già un altro bambino in affidamento, William Ernest "W.E." Teague, che si è chiuso in sé stesso dopo aver avuto un passato difficile.
Nonostante Trotter cerchi di avvicinarsi a lei e la tratti con affetto, Gilly la respinge con astio. Il suo sogno è infatti quello di ricongiungersi con la madre Courtney, che immagina come una donna stupenda e di grande successo. Questo sogno viene alimentato anche da una cartolina che riceve inaspettatamente da sua madre, la quale ribadisce che le manca e che la ama profondamente. Anche a scuola Gilly respinge tutte le persone che cercano di aiutarla, come la compagna di scuola Agnes Stokes e la professoressa Harris. Dopo aver scoperto l’ultimo indirizzo di sua madre, consultando di nascosto un fascicolo del signor Ellis, Gilly ruba dei soldi al  vicino di casa cieco Mr. Randolph per cercare di raggiungerla in pullman. Poiché i soldi non bastano, scrive una lettera alla madre, in cui le dice, mentendo ed esagerando, di trovarsi in una situazione orribile e la prega quindi di aiutarla. Poco a poco però, Gilly inizia a trovarsi meglio in quella famiglia: il suo rapporto con Trotter, William Ernest, Mr. Randolph e Ms. Harris migliora e si fa sempre più profondo. Quando il furto del denaro rischia di essere scoperto, Gilly prova a fuggire rubando altri soldi, ma viene rintracciata dalla polizia alla stazione dei pullman e ricondotta a casa. A causa del suo tentativo di fuga, gli assistenti sociali vorrebbero toglierla da quella famiglia, ma Trotter li convince con fatica ad aspettare.
Gilly riesce a passare ancora un bel periodo presso Trotter, insegnando anche a William Ernest a difendersi, ma un giorno, mentre tutta la famiglia tranne Gilly è ammalata, suona inaspettatamente alla porta una signora che le rivela di essere sua nonna. Ella, stupita dal grande caos dovuto a quel difficile momento, promette a Gilly di portarla via. Poco dopo infatti, Gilly è costretta a lasciare Trotter e ad andare ad abitare con sua nonna, nonostante desideri ardentemente di rimanere in quella che ormai considera casa sua. Scopre infatti che la sua lettera ha avuto gravi conseguenze e che gli assistenti sociali non possono più far nulla per farla restare, nonostante lei smentisca il contenuto e riveli che in realtà erano tutti malati. La nonna si comporta gentilmente con Gilly e la aiuta ad inserirsi nella nuova realtà, tuttavia la ragazza ha nostalgia di Trotter e degli amici di prima, con cui rimane costantemente in contatto. Dopo qualche tempo, Gilly ha finalmente l’occasione di incontrare sua madre, in visita alla nonna. Scopre però che Courtney è una donna fredda e arrogante che non mostra alcun interesse né per lei né per la nonna: l’unico scopo della sua breve visita è quello di avere dei soldi da sua madre.
Disperata e avendo capito che Courtney le aveva sempre mentito, Gilly con una scusa riesce a scappare e raggiunge Trotter, la quale la consola dicendole che la vita è difficile e non sempre le cose vanno come si vuole, ma è comunque bella. Ribadisce poi che il suo posto è con sua nonna, visto che è un membro della sua vera famiglia che ha ritrovato. Gilly si congeda da lei, riuscendo di nuovo a sorridere e torna a vivere con la nonna più serenamente, dove comunque Trotter, William Ernest e Mr. Randolph andranno ancora a farle visita in futuro.

## Produzione
L'8 febbraio 2013, è stato annunciato che Stephen Herek avrebbe diretto un adattamento di La grande Gilly Hopkins, con Kathy Bates e Danny Glover come attori. Il 6 febbraio 2014, Sophie Nélisse, Glenn Close e Octavia Spencer si sono uniti al cast del film. L’8 maggio 2014, Julia Stiles e Bill Cobbs si sono uniti al cast del film. Cobbs ha sostituito Glover, che ha rinunciato a causa di impegni concomitanti.

## Distribuzione
Il film fu mostrato in anteprima il 6 ottobre 2015 allo Schlingel International Film Festival. La Lionsgate Premiere ha acquistato i diritti di distribuzione, e fissato la data di rilascio il 7 ottobre 2016.